# 變結構系統
變結構系統（英語：Variable structure system，縮寫：VSS）是一種不连续的非線性系統，形式如下：
{\displaystyle {\dot {\mathbf {x} }}=\varphi (\mathbf {x} ,t)}
其中{\displaystyle \mathbf {x} \triangleq [x_{1},x_{2},\ldots ,x_{n}]^{\operatorname {T} }\in \mathbb {R} ^{n}}為狀態向量，{\displaystyle t\in \mathbb {R} }為時間變數，{\displaystyle \varphi (\mathbf {x} ,t)\triangleq [\varphi _{1}(\mathbf {x} ,t),\varphi _{2}(\mathbf {x} ,t),\ldots ,\varphi _{n}(\mathbf {x} ,t)]^{\operatorname {T} }:\mathbb {R} ^{n+1}\mapsto \mathbb {R} ^{n}} 為分段連續函數。因為系統分段連續的特性，其系統行為會隨其狀態而改變，而且會像是數個不同的連續非線性系統。在其邊界處，而特性會有劇烈的變化。因此其結構會隨其狀態而不同。
以下就是一個變結構系統的例子
{\displaystyle {\dot {\mathbf {x} }}={\begin{cases}-1&x>0,\\1&x\leq 0\end{cases}}}
變結構控制的發展也和變結構系統的分析方式有關，都是混合系统中的特例。

## 延伸閱讀
- Khalil, H.K.  3rd. Upper Saddle River, NJ: Prentice Hall. 2002  [2015-12-09]. ISBN 0-13-067389-7. （原始内容存档于2017-07-25）.
- Utkin, V.I.. . Springer-Verlag. 1992. ISBN 978-0-387-53516-6.
- Zinober, A.S.I. (编). . London: Peter Peregrinus Press. 1990. ISBN 978-0-86341-170-0.
- Zinober, Alan S.I. (编). . London: Springer-Verlag. 1994. ISBN 978-3-540-19869-7. doi:10.1007/BFb0033675.